# Orquestra Sinfônica da Venezuela
A Orquestra Sinfônica da Venezuela (em espanhol, Orquesta Sinfónica Venezuela) foi fundada por um grupo de 26 músicos profissionais, com o convite do maestro Vicente Emilio Sojo, por causa da dissolução, em 1929, da União Filarmônica Nacional.
Esses convites foram feitos no dia 15 de janeiro de 1930, na Academia de Declamação Musical de Caracas. O primeiro concerto realizado, foi no dia 24 de Junho de 1930, dedicado aos cidadãos, artistas, escritores de Caracas.
O trabalho da orquestra começou em 1930, atraindo um público aos concertos, com intelectuais, personalidades políticas e músicos. Em 1980 ela ganhou o reconhecimento "Patrimônio Artístico da Nação". Durante sua longa trajetória, a orquestra já foi ouvida em muitos teatros da Venezuela, incluindo o Teatro Nacional de Caracas, o Teatro Municipal de Caracas, o Acústico Bello Monte, o Aula Magna da Universidade Central da Venezuela, no Poliedro de Caras e realizou uma turnê pelas Américas e Europa na década de 1950.
Na década de 1960 e início da década de 1970, Pedro Antonio Ríos Reyna foi o presidente da sociedade. Com a morte de Ríos Reyna, foi oferecido um concerto em 19 de abril de 1983 para celebrar a inauguração de sua nova casa, o Complexo Cultura Teresa Carreño.